# Cappelle sul Tavo
Cappelle sul Tavo (Li Cappéllë in abruzzese) è un comune italiano di 4 094 abitanti della provincia di Pescara in Abruzzo. Fa parte dell’area metropolitana di Pescara.

## Geografia fisica
Il territorio comunale è delimitato a nord da Città Sant'Angelo e Montesilvano, a sud-est da Spoltore, a sud-ovest da Moscufo e ad ovest da Collecorvino. Il centro storico è posto su una collina a 122 metri sul livello del mare, mentre nei territori pianeggianti della valle del fiume Tavo si sono sviluppate le frazioni di Staffieri e Terra Rossa, quest'ultima in continuità urbana con Montesilvano. Al confine con Collecorvino e Città Sant'Angelo confluiscono i fiumi Tavo e Fino, e il corso d'acqua da quel punto prende il nome di Saline.

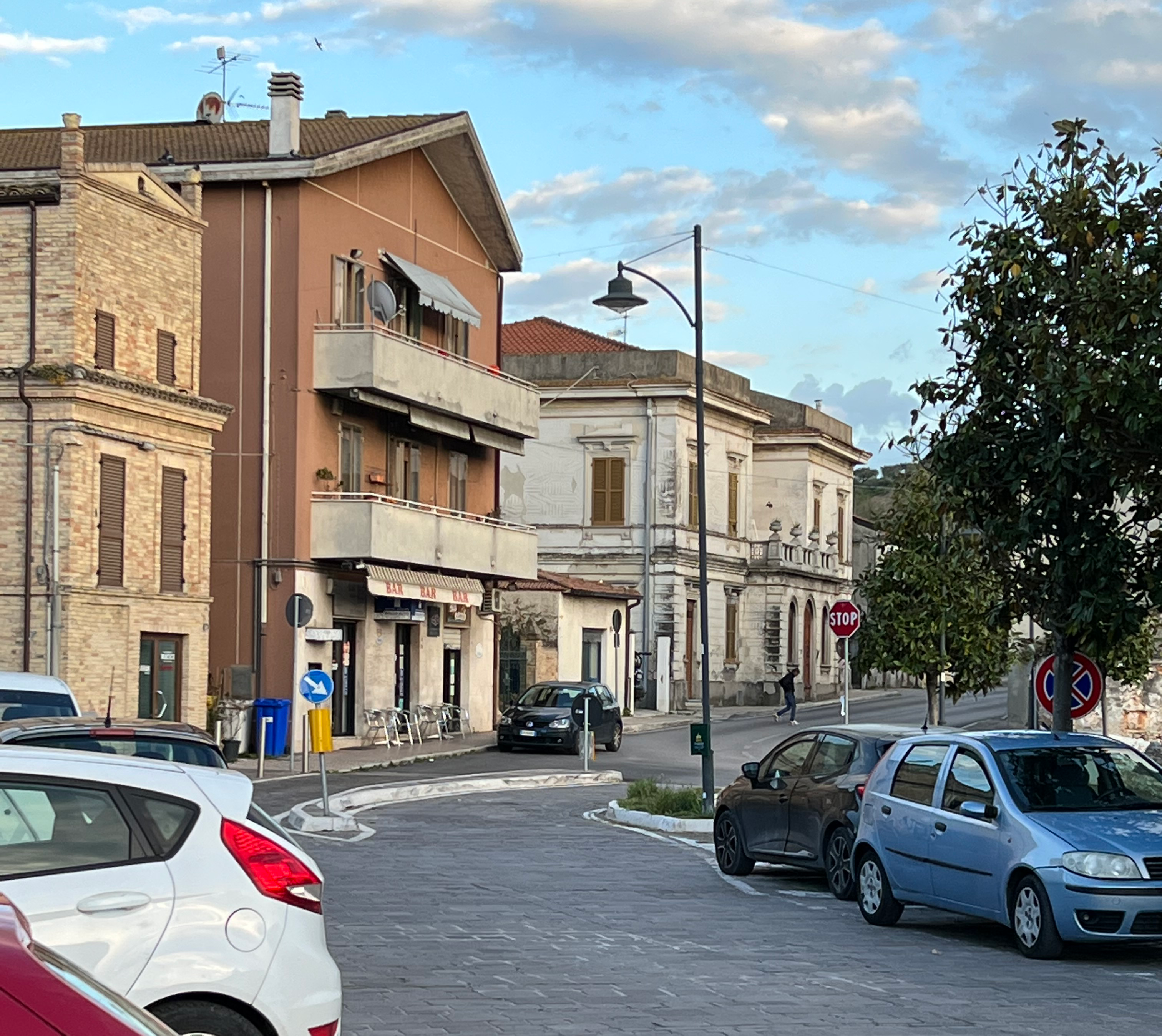
L'ingresso di piazza Marconi da Spoltore, dove ci sono i curvoni più belli del circuito di Pescara, dove si correva la Coppa Acerbo

## Storia
Il toponimo deriva dal tardo latino cappella nel senso di aedicula o locus tectus, in foro. Il paese sorse nel XVII secolo come agglomerato di case contadine, ed era una frazione dipendente dall'università di Moscufo: si trattava di una serie di insediamenti creatisi a seguito dell'arrivo di popoli di origine balcanica chiamati Schiavoni, che si stabilirono anche in altre località della campagna abruzzese. Dal 1811 fu contrada di Montesilvano, e dal 1904 ottenne l'autonomia comunale con il nome di Cappelle, mutuato in Cappelle sul Tavo nel 1912. Nel secondo dopoguerra il paese conosce un primo importante sviluppo, affermandosi come centro agricolo e commerciale di raccordo tra l'area metropolitana di Pescara e l'Area Vestina.

### Simboli
Lo stemma e il gonfalone del comune di Cappelle sul Tavo sono stati concessi con decreto del presidente della Repubblica del 27 luglio 1972.
Il gonfalone è un drappo partito di bianco e di rosso.

## Monumenti e luoghi d'interesse

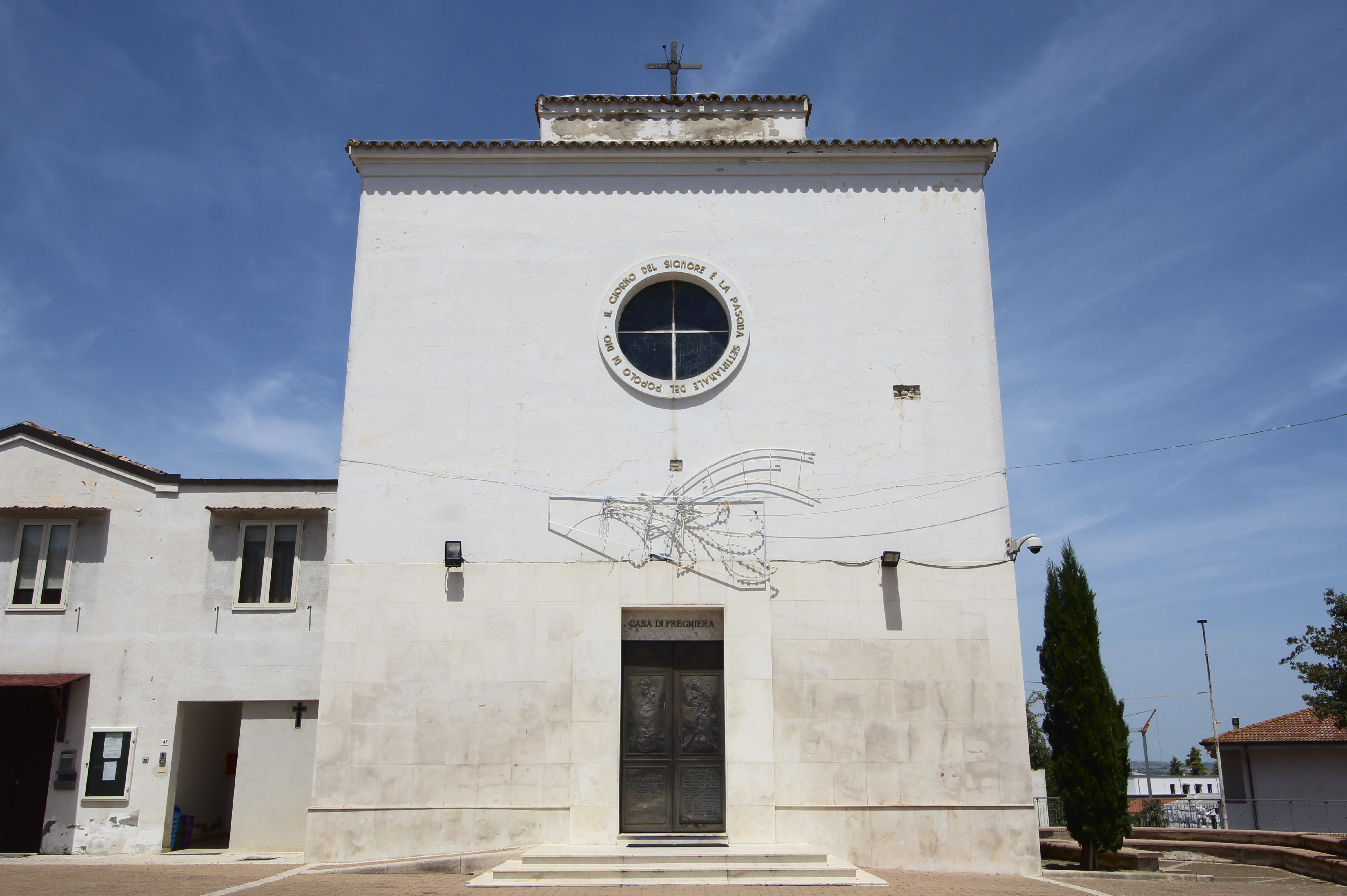
La chiesa della Beata Vergine Lauretana

### Chiesa della Beata Vergine Lauretana
Risale al XVI secolo, tuttavia i numerosi restauri subiti nel corso dei secoli ne hanno alterato l'aspetto originario. La facciata, originariamente di stile barocco come negli interni, in seguito ai danneggiamenti del secondo conflitto mondiale fu ripristinata tra gli anni 1940 e 1950 priva di ogni elemento decorativo, seguendo i canoni dello stile romanico abruzzese. I mattoni a vista sul lato destro, sul posteriore e nel campanile, testimoniano l'antichità dell'edificio. All'interno la chiesa si presenta a navata unica.

### Palazzo De Landerset
Risalente al XVIII secolo, fu dimora dei baroni locali. Decorato secondo gli stili barocchi del tempo, presenta mensole scolpite e rilievi a dentelli e altri elementi decorativi su mensole e balconi.

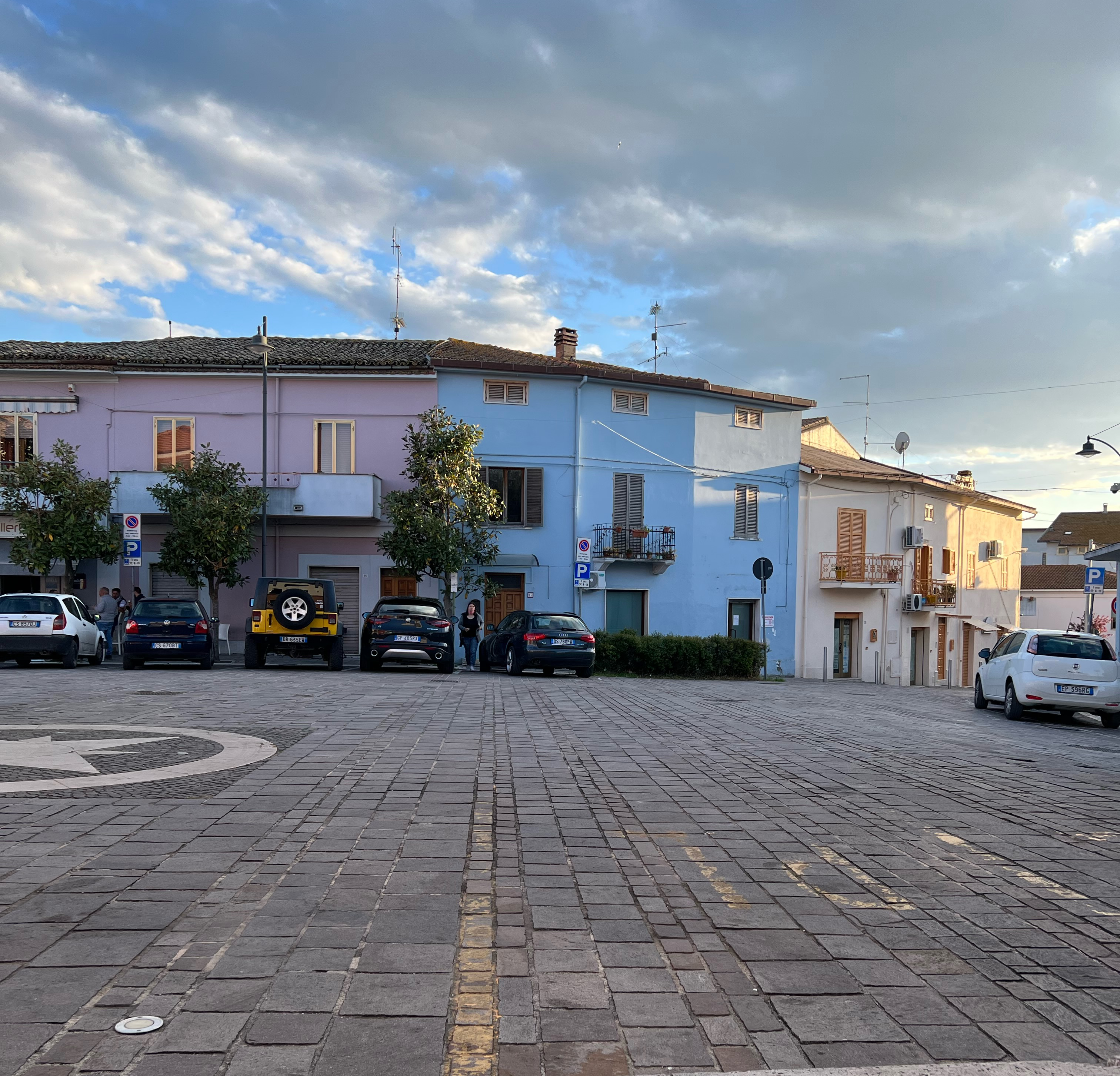
Piazza Guglielmo Marconi, al centro del paese

## Società

### Evoluzione demografica
Abitanti censiti

### Etnie e minoranze straniere
Al 31 dicembre 2020 nel comune risiedevano, su un totale di 3 956 abitanti, 218 stranieri che rappresentavano quindi il 5,5% della popolazione. Le comunità più numerose provenivano dalla Romania e dall'Albania, con rispettivamente 50 e 24 residenti.

### Tradizioni e folclore

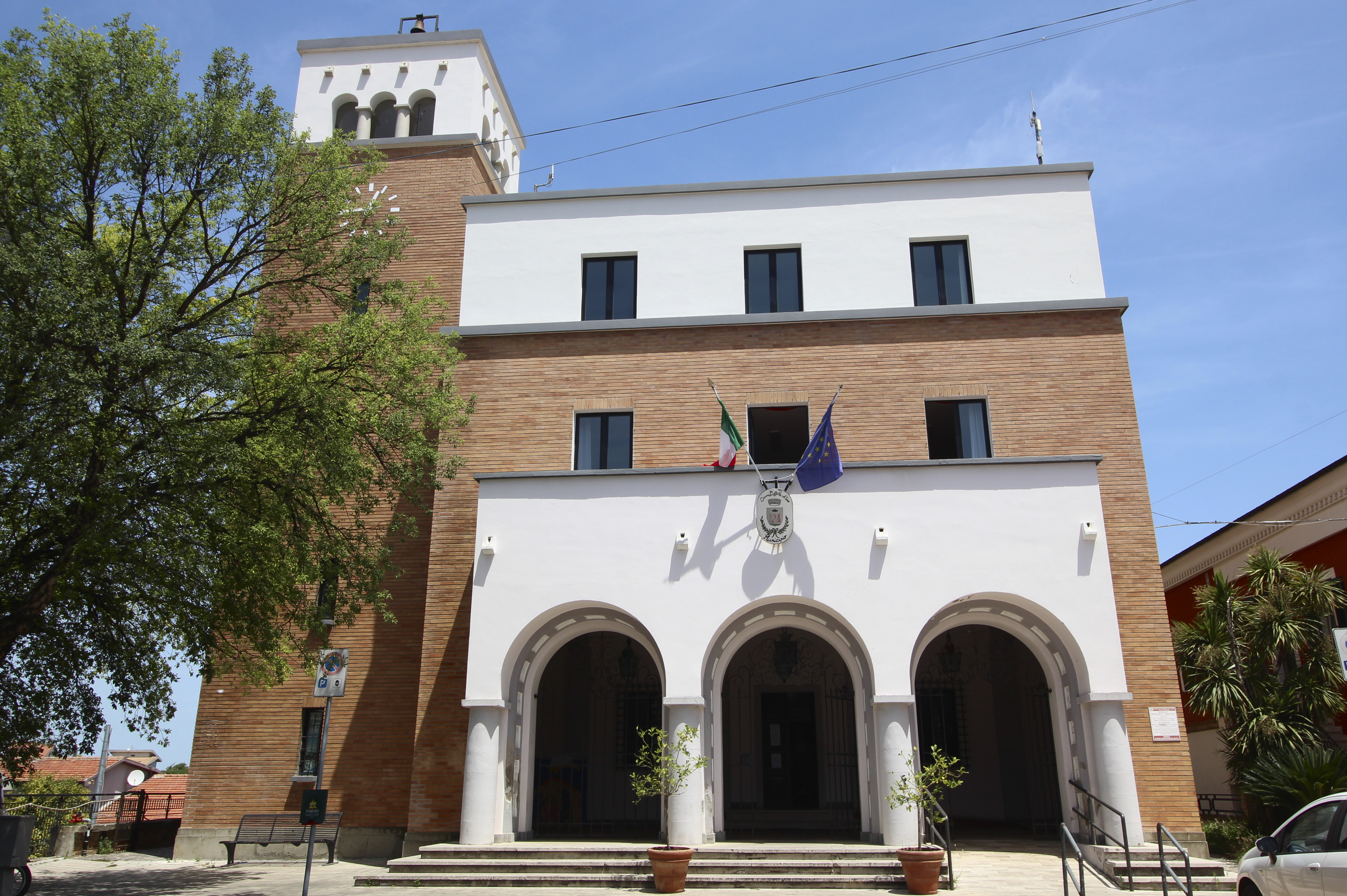
Il palazzo comunale

#### Palio delle pupe
Organizzato dal 1976 nei giorni di ferragosto, il Palio delle pupe è una competizione tra le diverse contrade della cittadina sul modello del ballo della pupa, dove vengono premiate le pupe di cartapesta preparate dai partecipanti.

## Cultura
Sono presenti una biblioteca comunale presso il municipio e, riunite in un unico plesso scolastico, una scuola primaria e una scuola secondaria di primo grado.

## Economia

Gonfalone comunale

Oltre alle tradizionali produzioni agricole di frutta e ortaggi come l'aglio, la cipolla, il fagiolo tondino del Tavo e il pane, dalla seconda metà del XX secolo il paese ha conosciuto uno sviluppo industriale nei settori dell'alimentare, dell'abbigliamento, del mobile, delle materie plastiche e dei materiali per l'edilizia.

## Infrastrutture e trasporti
Il comune è attraversato dalla strada statale 16 bis Adriatica e dalla strada statale 151 della Valle del Tavo; alla congiunzione di queste strade, al centro del paese, si dirama la strada regionale 16 bis Adriatica. Sia la SS 16 bis che la SR 16 bis facevano parte nella loro interezza del Circuito di Pescara, il cui percorso transitava all'interno del centro storico e su cui si tenne dal 1924 al 1961 la Coppa Acerbo. Dal 1929 al 1963 il comune è stato servito dalla ferrovia Pescara-Penne, che con le due stazioni di Cappelle e Cappelle-Campotino, in seguito riconvertite in abitazioni private, collegava il paese al capoluogo adriatico e all'Area Vestina. Sul suo tracciato, ancora leggibile, è prevista la creazione di una pista ciclabile dell'Area Vestina.